# 埃貝爾一世 (韋爾芒杜瓦)
埃贝尔一世（法語：Herbert Ier，約850年—907年），韦尔芒杜瓦伯爵，892年至907年在位。他是韋爾芒杜瓦的丕平之子，倫巴底國王義大利的伯納德的孙子。他曾负责在瓦兹河抵御维京人的进攻。
作为加洛林王朝的宗室，他在法兰克王国中有重要地位。他与西法兰克国王羅貝爾一世通过婚姻结成同盟。赫伯特的女兒貝亞特麗絲是西法蘭克國王羅貝爾一世的妻子，兩人的兒子即為偉大的于格，于格·卡佩的父親。埃贝尔一世的儿子埃贝尔二世则娶了罗贝尔一世第一任妻子的女儿阿黛拉。
907年，他被鲍德温二世暗杀。